# Signal Mountain Lodge
Pour les articles homonymes, voir Signal Mountain.
Le Signal Mountain Lodge est un hôtel américain dans le comté de Teton, au Wyoming. Ce lodge du parc national de Grand Teton est situé à 2 074 m d'altitude sur les bords du lac Jackson. Construit dans un style rustique, il est géré par Forever Resorts.